# 陸軍航空工廠

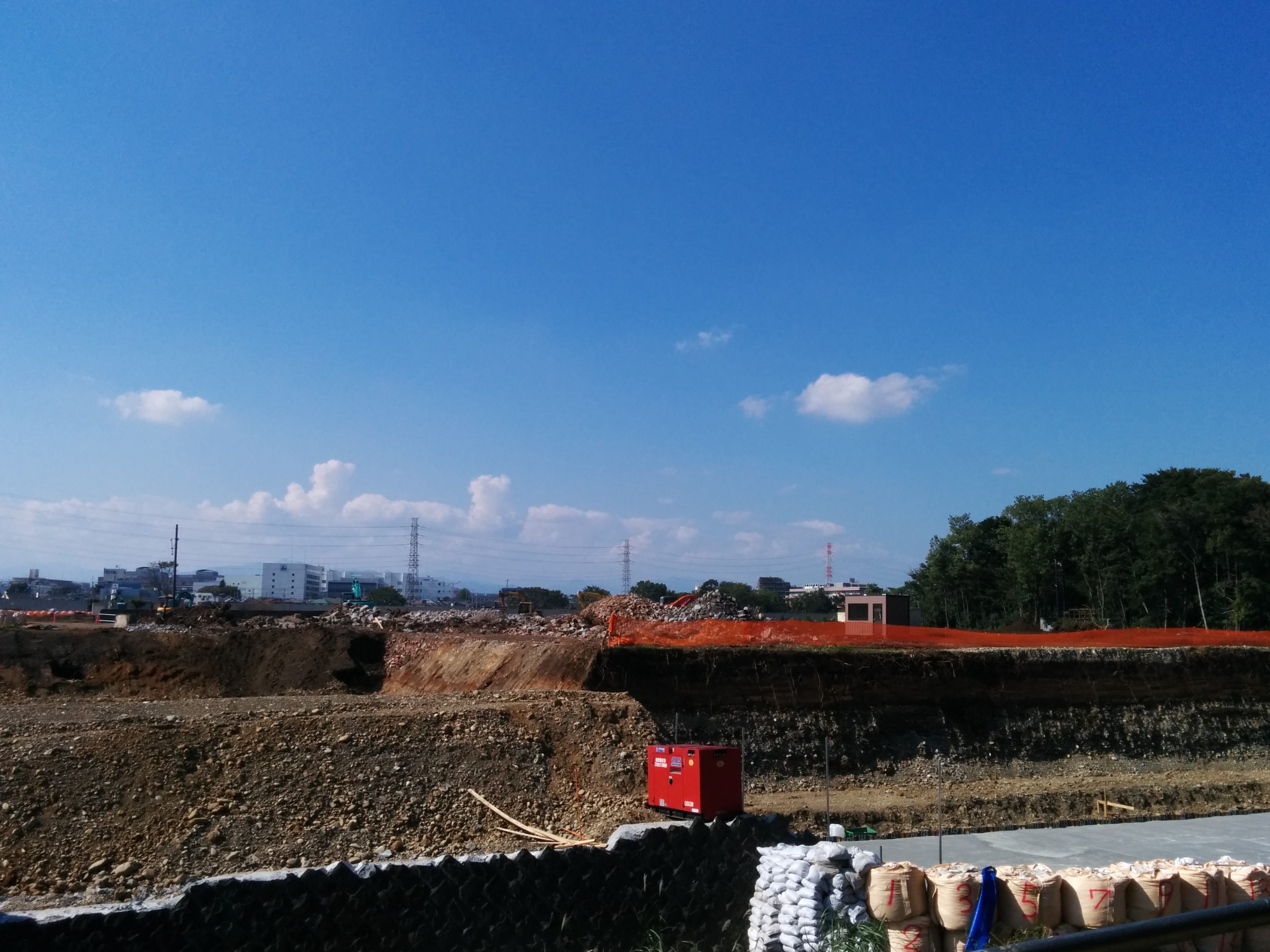
2014年10月現在の陸軍航空工廠跡地

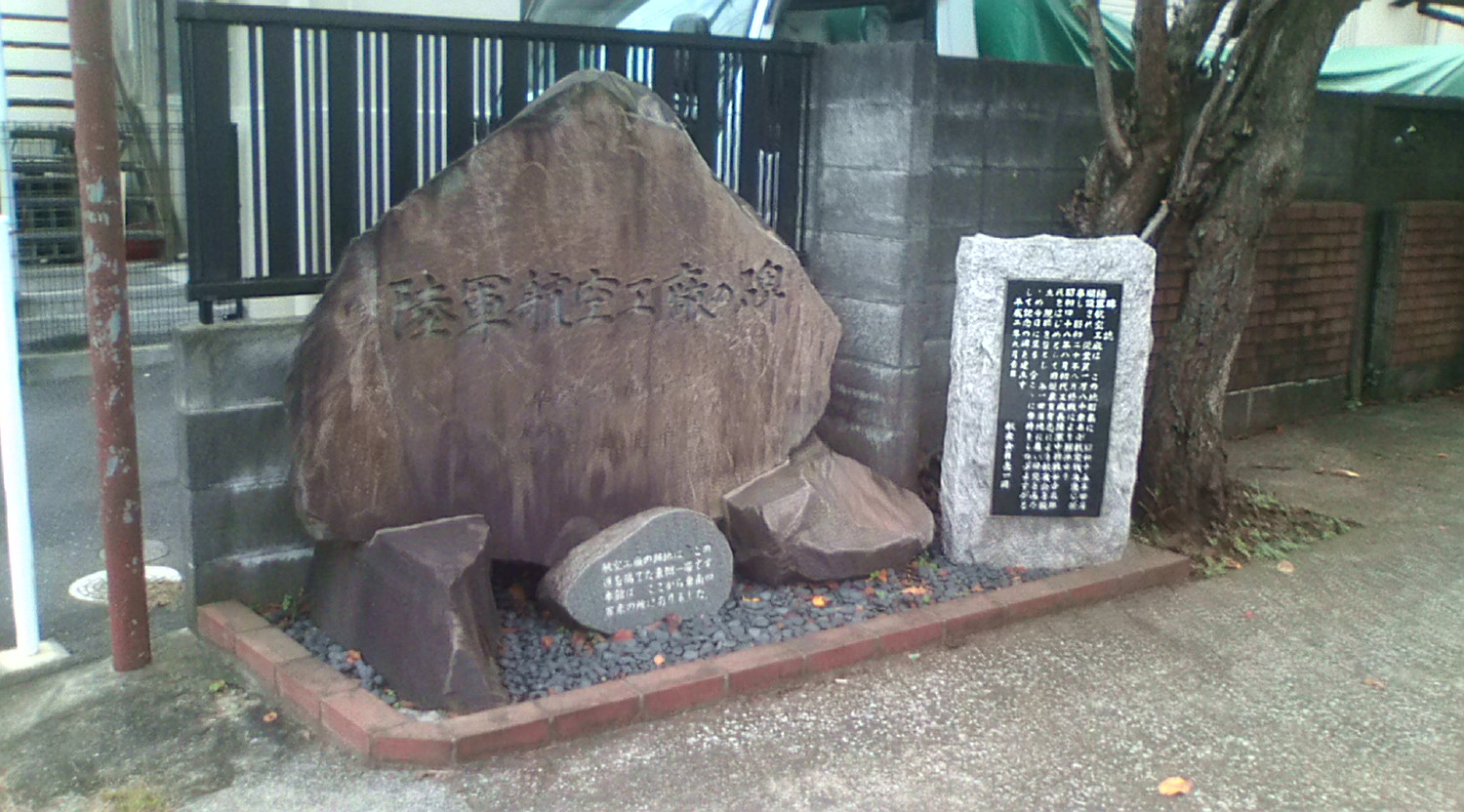
航空工廠の碑

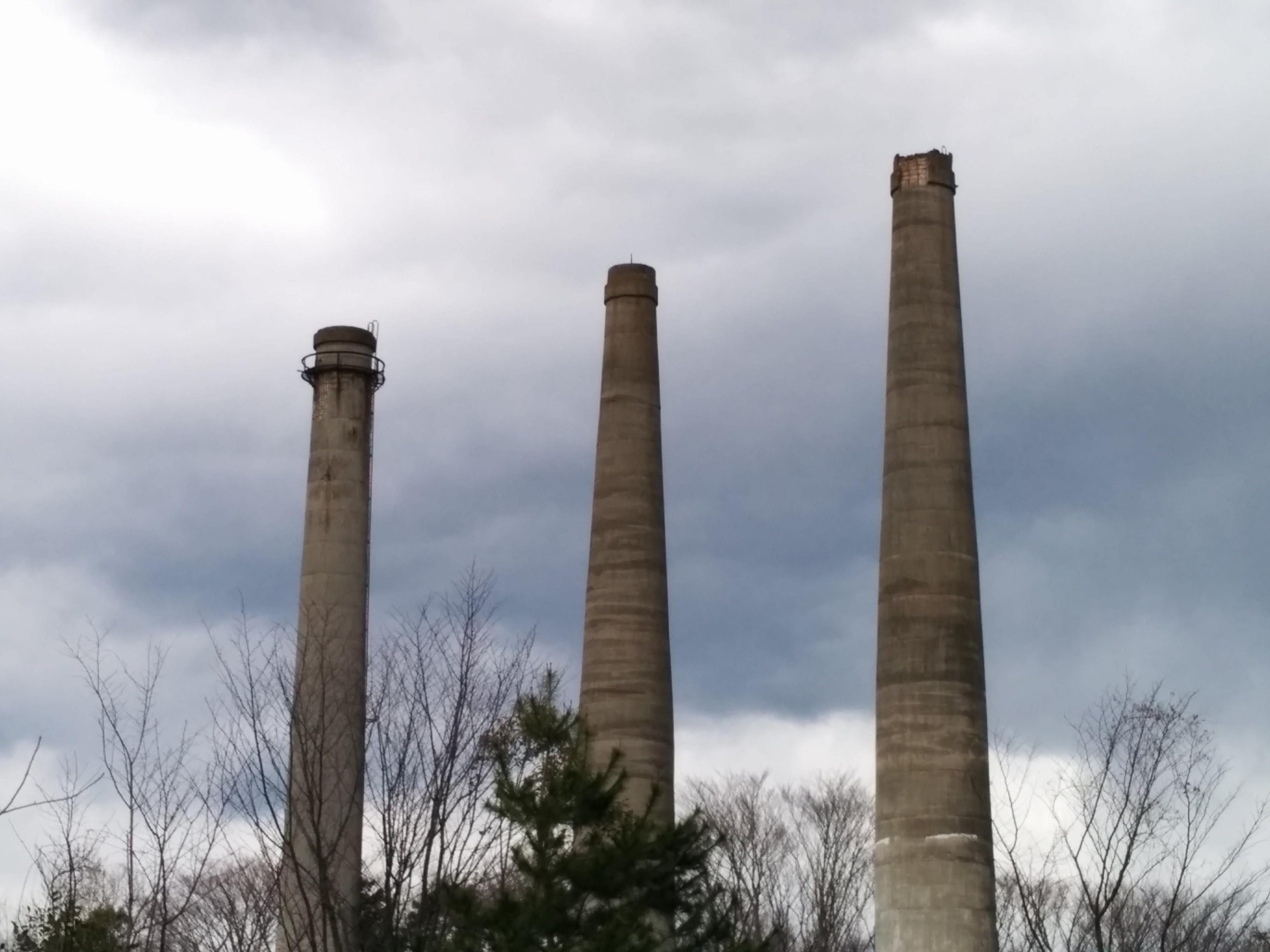
残堀川沿いにあった三本煙突

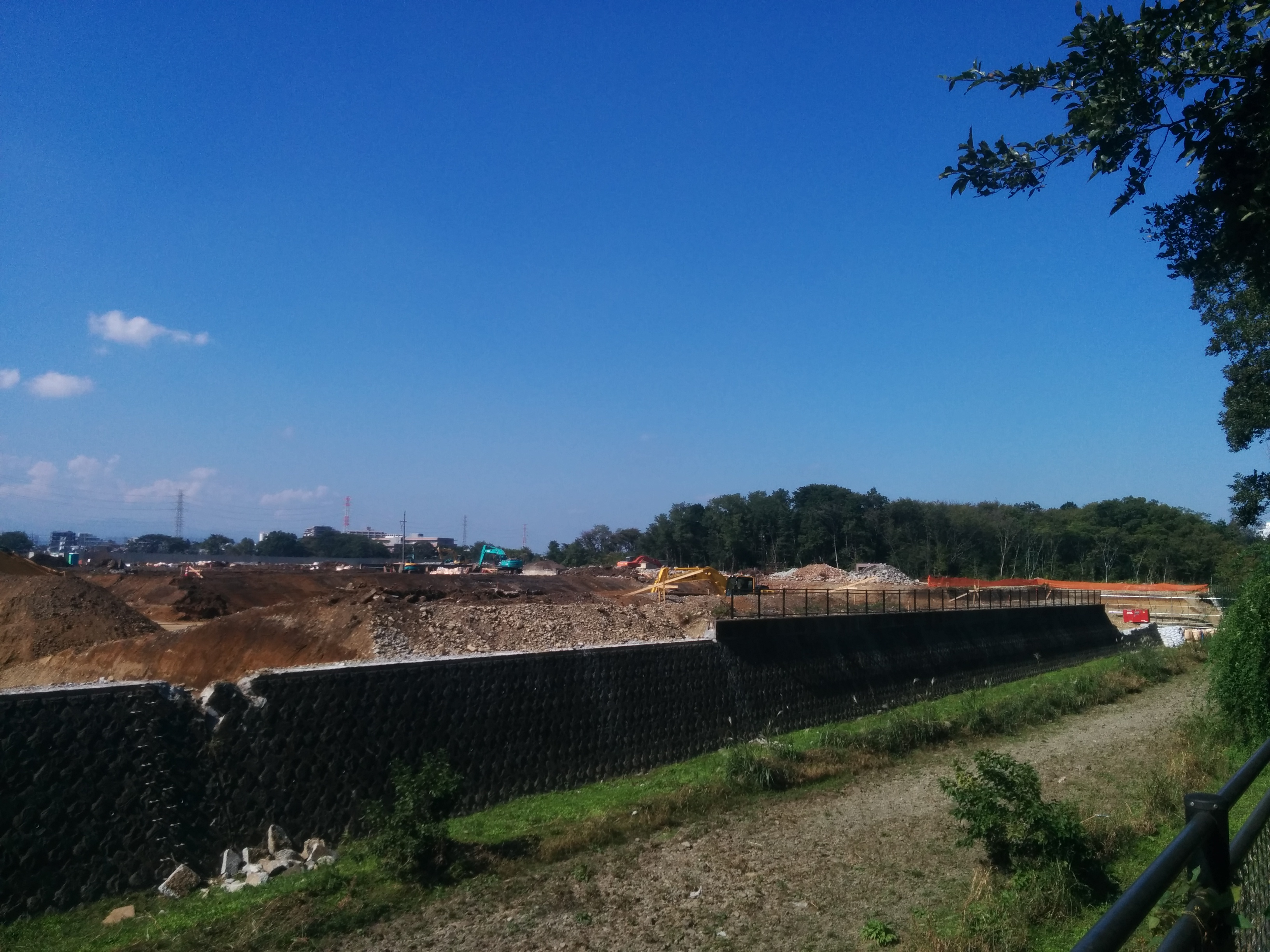
三本煙突があった場所。2014年9月頃解体され現存しない

陸軍航空工廠（りくぐんこうくうこうしょう）は、大日本帝国陸軍の工廠。

## 概要
陸軍航空工廠は、主に航空機用発動機の製造、航空機の設計・試作・製造を目的としていた唯一の工廠である。陸軍では1913年（大正２年）頃からフランス製飛行機の発動機修理から始まったといわれるが、当時は民間企業で大部分が製造されていた。しかしながら海軍ではすでに製造設備を持っていたことから、陸軍としての航空工廠を持つ流れとなった。
1939年（昭和14年）名古屋工廠立川兵器製造所が発足。1940年（昭和15年）4月1日、陸軍航空工廠令が発令され陸軍航空工廠として正式に発足した。
1945年（昭和20年）8月15日敗戦。活動を終了、進駐軍（米軍）に接収され、米軍基地として使用された。

## 歴史

### 設立までの背景
大日本帝国陸軍（以下陸軍）の飛行機製造業務は、1913年（大正2年）フランス製飛行機の発動機修理のため、東京砲兵工廠砲具製造所に持ち込まれたのが手始めであり、1917年（大正6年）には、機体関係業務を東京の砲具製造所から名古屋に移管。翌年には発動機の製造に着手した。
1920年（大正9年）、名古屋機器製造所創設。同所にて発動機製造が始まり、以降機体は熱田、発動機は千種が担当。この体制は航空工廠発足に至るまで続いた。
当時の陸軍における飛行機製造の大部分は民間企業で製造されていたが、海軍ではすでに製造設備を持っていた。このような背景から1928年（昭和3年）頃より、陸軍の機運が高まり、機体、発動機技術を集約。一大工廠をつくる方針が掲げられ、1939年（昭和14年）度着手、9月1日名古屋工廠立川兵器製造所が発足した。

### 航空工廠の発足にあたっての課題
発足にあたっては、機体、発動機に関する技術及び設備の搬送、工廠に関わる従業員等、人の転属や生活、教育環境の整備、予算と用地の確保といった課題があった。

### 機体、発動機に関する技術及び設備の搬送について
搬送・移転は1939年（昭和14年）末からと計画されたが、当時工作機械の移転は鉄道省（のちの旧国鉄）に頼る以外の方法はなかった。
加えて、全ての大型機械がそのまま鉄道で輸送可能だったわけではなく、一部の大型機械については解体して移送された。
移送の障害となったのは、トンネルを通過可能かどうかであった。このため機械を大型台車に搭載した時の各種寸法を調査しトンネルの寸法を超える場合は、寸法内に収まるよう解体され運ばれた。

### 工廠に関わる従業員等、人の転属と着工準備
工廠に関わる従業員を転属させるためには、転属後の生活についても考慮する必要があった。まず従業員の心理的抵抗感が障害となったが、高度な技能の必要性を訴えて説得。次に給与面について名古屋と東京の物価水準の相違を考慮して、適切な措置を取ることとした。従業員宿舎（住宅）については、用地確保や建築等の諸問題あるが、建築資材面で、当時名古屋市で開催された太平洋博覧会の建築の大部分を請け負い、この資材を大量保有していた八日市屋清太郎の存在を軍が知り、立川付近の軍施設の一部に資材を提供できないか、と初代工廠長・猿谷大佐が八日市屋へ依頼し、建設の運びとなった。

### 予算と用地の確保
移転時の工廠の規模は100万㎡超、建物約17万㎡、工作機械1190台、職員150名、工員3,000名であった。
一大工廠設立の方針が掲げられはしたものの、そのための予算は無かったため、陸軍造兵廠予算を割り振り建設予算に充てた。

設立決定を受けて、当時の東京府北多摩郡昭和村（現・昭島市）に設置することになり、用地は1938年（昭和13年）5月頃、陸軍航空本部における工廠設立事務担当者（千種兵器製造所発動機工場長　浅見平吾少佐、および波多江市造技師）により、地価の暴騰を招かぬよう秘密裏に現地視察を行い買収手続きが取られた。

### 正式発足
1940年（昭和15年）4月1日、陸軍航空工廠令が発令され陸軍航空工廠として正式に発足した。
発足後も移転・集約は引き続き行われ、6月に飛行機製造所の移転完了。9月に発動機製造所の移転完了。10月9日に開廠式典が行われた。

### 発足から終戦まで
工廠の発足時に工廠長が指示され立てられた目標は、1943年までの年間生産数で中型機体200機、大型発動機300機、プロペラ100本を目指すものであった。
1941年（昭和16年）には、部品生産を担う第一工場、翼・胴体生産担当の第二工場に加え、組立工場である第三工場が完成した。 第三工場の完成により、当初の発足目的のうち、試作・製造機能についての目標を達成した。
当時の組立工場は天井が高く、航空機の出し入れのため扉が大きく、火気厳禁。加えて航空機内作業は狭いため厚着をすることができないことから、冬の寒さに苦労しており生産効率にも支障をきたしていたため、　コンクリートの床に温水パイプを埋め込む床暖房方式を導入。生産効率が向上しただけでなく、作業員にも喜ばれたという。
工廠発足の1940年（昭和15年）当初は、九九式襲撃機やハ26などを量産していたが、次第に多くの改修作業が発生。1943年（昭和18年）以降戦訓改修を優先的に行うようになった。これには量産を行う民間航空機制作会社との役割分担という意味もあった。
また、隣接する陸軍航空技術研究所からの依頼で、当工廠で試作も行われていた。
1944年（昭和19年）7月より空襲に備えるためと生産力の向上を目的に、各地への疎開が開始され、同年9月に概ね完了した。
発動機製造所は石川県金沢市の北陸本線金沢駅近くにあった大和紡績の工場を接収した土地へ、飛行機製造所は部品加工関係を東京都西多摩郡氷川町（現・奥多摩町）、山梨県大月市、神奈川県津久井郡沢井村（現・相模原市緑区）へ、機体関係を埼玉県入間郡高萩村（現・日高市）へそれぞれ疎開した。疎開後も九九式襲撃機等を製造していた。
九九式襲撃機の製造打ち切り後の生産機種について、幹部は三菱重工業や中島飛行機らが開発を進めていた秋水、橘花、剣などを見学し、生産転換を模索したが、そのまま終戦を迎えた。
「九九式襲撃機#概要」および「剣 (航空機)#運用構想」も参照

周囲に軍事施設が集中した立川市は1945年（昭和20年）2月16日以降の立川空襲の標的になった。

### 廃止後

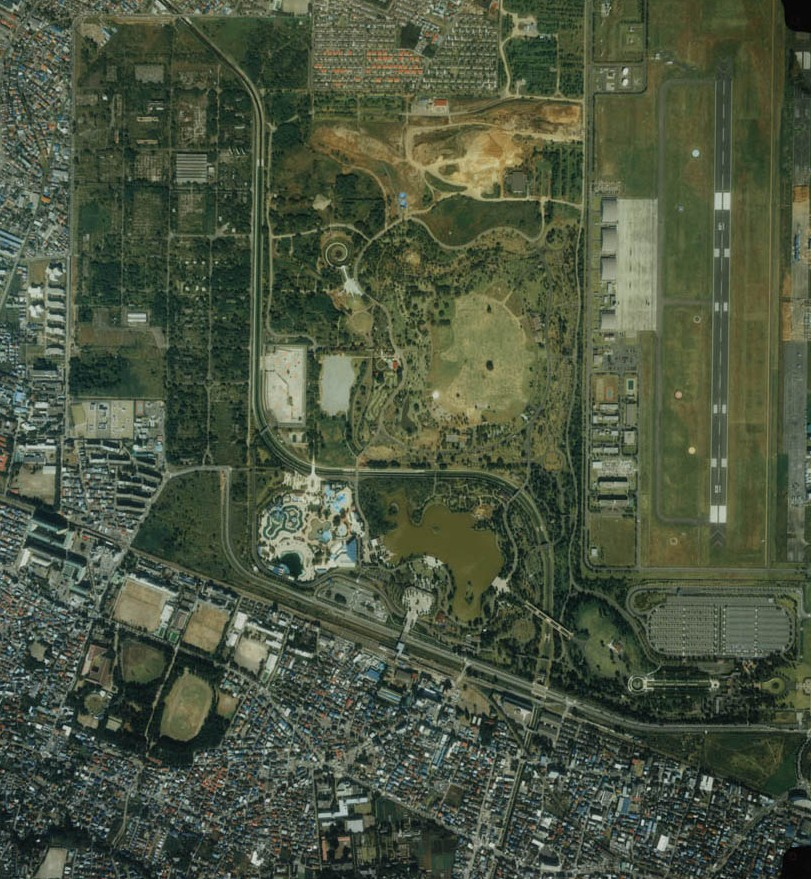
1989年撮影の立川飛行場周辺。西側の残堀川を跨いだ森林地帯が陸軍航空工廠跡地。

昭和記念公園　昭島口ゲート近くの煙突

1945年（昭和20年）8月15日の敗戦に伴い活動を終了し、隣接の立川飛行場などとともに進駐軍（米軍）に接収され、米軍基地として使用された。

工場は洗濯工場などに転用され、1979年（昭和54年）11月30日返還された。陸軍航空工廠を含む立川基地跡地昭島地区は留保地とされた。

## 工廠長
- 猿谷吉太郎 大佐：1940年4月1日[21][22] -
- 田中勇一 大佐：1945年2月12日[22] -

## 八清住宅
前述のとおり、当時数千人に上る人員を受け入れる設備は無かった。金沢市の建設業者八日市屋清太郎は名古屋汎太平洋平和博覧会を終え、そこで使われた建物を解体し、さらに上野で開催予定だった万国博覧会で使う建材を用意していたが日中戦争の影響で中止となっていた。そこで軍は八日市屋清太郎に事情を話し、これらの建材で工員用の住宅を建設することとなった。この住宅は現在の昭島市玉川町一丁目から三丁目に及ぶ約4万坪650戸で、1939年（昭和14年）5月から着工され1941年（昭和16年）12月完成した。こうして建設された工員用の集合住宅街は建設者の八日市屋清太郎に因んで八清住宅と名付けられた。

## 登場作品
- ノベルゲーム「NOeSIS02-羽化-」に「米軍基地の跡」として登場した。
- 松任谷由実の「LAUNDRY-GATEの想い出」で歌われた。

## 鉄道遺構
青梅線中神駅から引込線が引かれていた。現在は「中神引込線通り」として整備されている。
前述の立川基地跡地昭島地区土地区画整理事業で施工されたむさしの公園内には、陸軍航空工廠跡にあったレール（3箇所）や鉄道機器を補修し展示している。

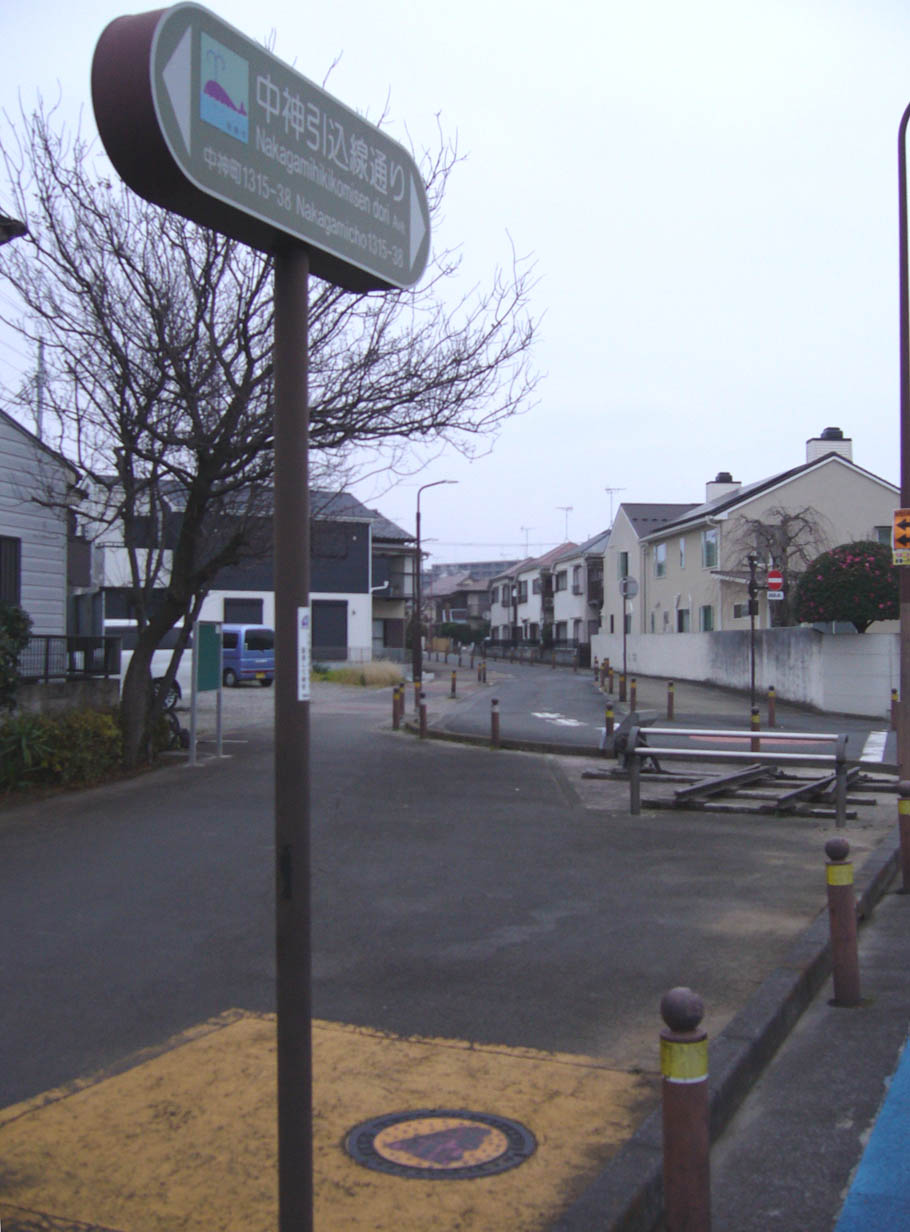
中神引込線通りの看板とモニュメント
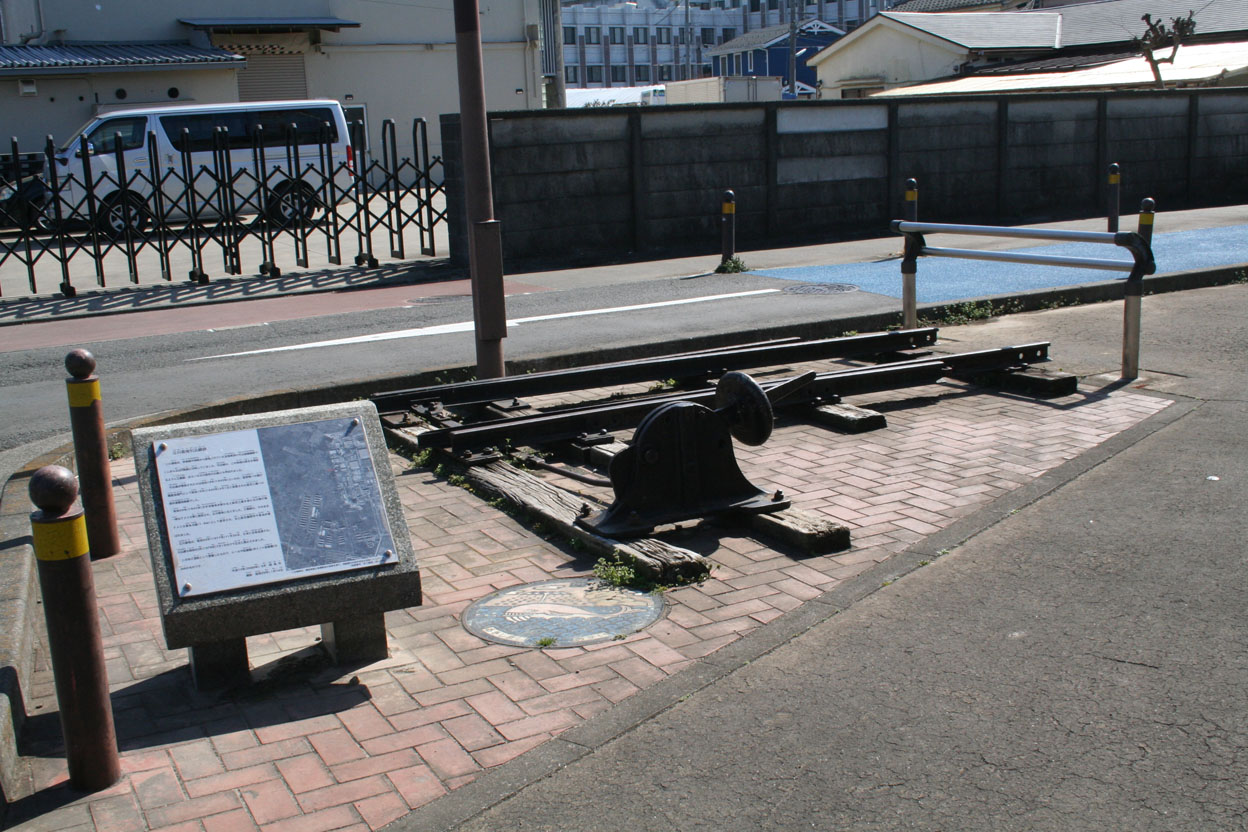
中神引込線通りに残るレールと転轍機
陸軍航空工廠跡に残るレール
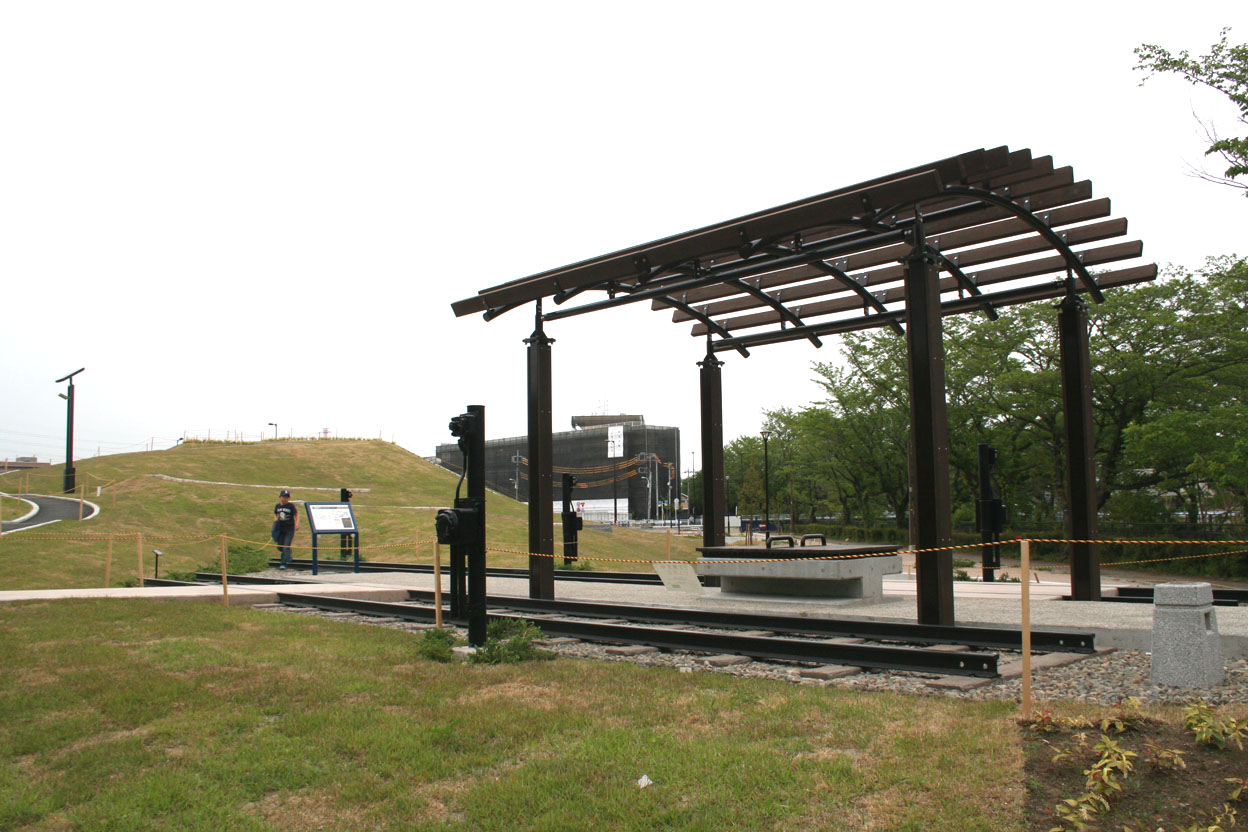
むさしの公園内 鉄道遺構復元部(レール1/3部)
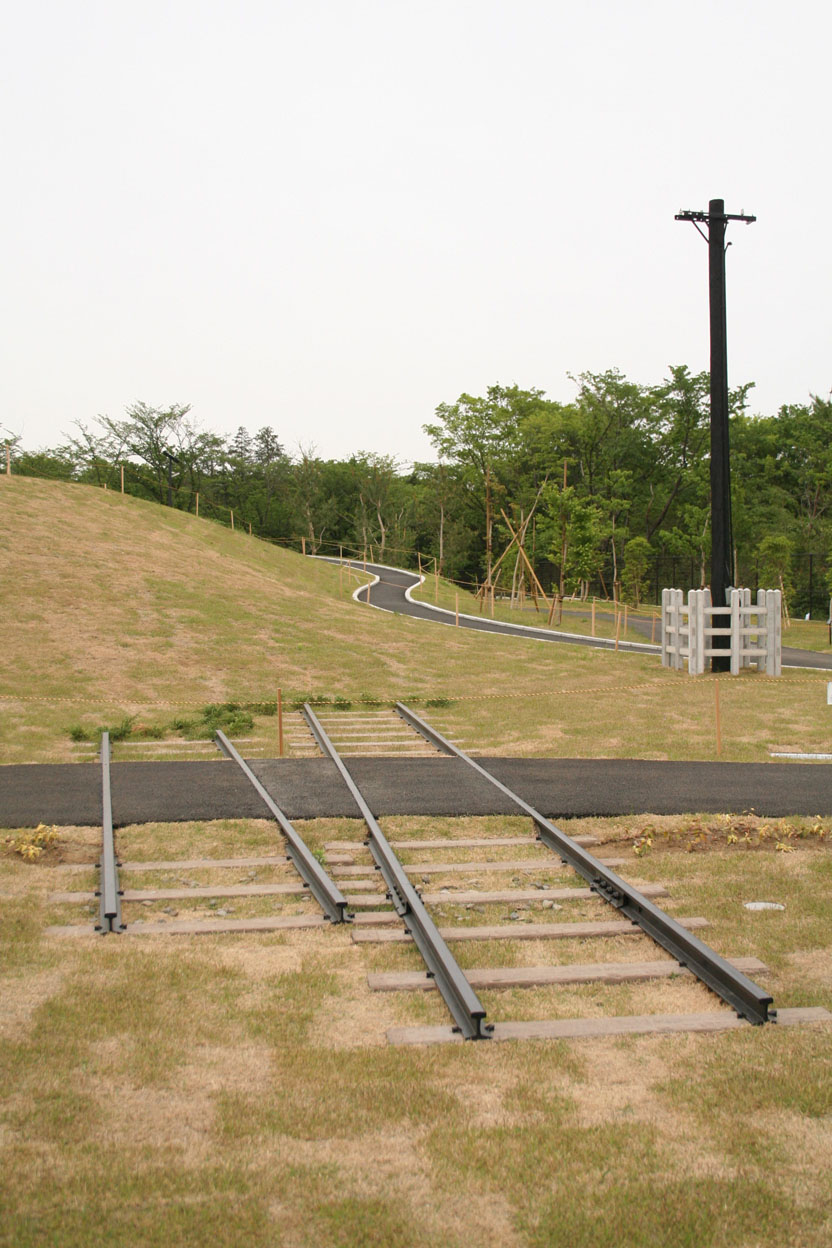
むさしの公園内 鉄道遺構復元部(レール2/3部)